# Parafia Bożego Ciała w Tucholi
Parafia Bożego Ciała – rzymskokatolicka parafia znajdująca się w Tucholi. Parafia należy do diecezji pelplińskiej i dekanatu Tuchola.

## Zasięg parafii
Do parafii należą wierni z miejscowości: Nowa Tuchola, Plaskosz, Wysoka Wieś oraz z Tucholi, mieszkający przy ulicach: Al. Ligi Ochrony Przyrody (n-ry nieparzyste), Brzozowej, Bukowej, Bydgoskiej (n-ry Parzyste), Chopina, Cisowej, Czarna Droga, Dąbrowskiej, Dębowej, Dworcowej, Gałczyńskiego, Garbary, Głównej (n-ry 66-84), Górnej, Grodzkiej, Grunwaldzkiej (n-ry 1-6), Jodłowej, Karasiewicza, Klonowej, Kochanowskiego, Kolejowej, Kołłątaja, Kopernika, Korczaka, Kościuszki, Ks. J. Wryczy, Ks. K. Kreffta, Mickiewicza, Miejski Rów, Murowej (nr-y 1-5), Nad Kiczą, Nałkowskiej, Norwida, Nowodworskiego (n-ry 1-57 i 2-2a), Okrężnej, Piastowskiej, Pocztowej, Podmiejskiej, Prusa, Reja, Reymonta, Sępoleńskiej, Szosa Bydgoska, Szosa Sępoleńska, Spichlerznej, Sportowej (nr 1 i 3), Starodworcowej, Stary Dworzec, Staszica, Świeckiej (n-ry 15-63 i 26-68), Świerkowej, Tuwima, Tylnej, Warszawskiej, Wiejskiej, Wybickiego i Żeromskiego.